# Mercedes Cup 1987
Il Mercedes Cup 1987 è stato un torneo di tennis giocato sulla terra rossa. È stata la 10ª edizione del Mercedes Cup, che fa parte del Nabisco Grand Prix 1987. Si è giocato a Stoccarda in Germania, dal 13 al 19 luglio 1987.

## Campioni

### Singolare
Miloslav Mečíř ha battuto in finale  Jan Gunnarsson con il punteggio di 6–0, 6–2

### Doppio
Rick Leach /  Tim Pawsat hanno battuto in finale  Mikael Pernfors /  Magnus Tideman con il punteggio di 6–3, 6–4